# Buslijn 81 (Kortrijk)
Buslijn 81 in de Belgische stad Kortrijk is een voorstadslijn die het station Kortrijk verbindt met de deelgemeente Marke. Hierbij vormt deze lijn een belangrijke verbinding tussen de binnenstad en het zuidwesten van het stedelijk gebied waartoe Marke ook behoort. De lijn rijdt langs het Magdalenapark, de campus Kortrijk Weide van de HoWest, het centrum van Marke en rijdt vervolgens verder naar Lauwe en Rekkem.

## Kleur
De kenkleur van deze lijn is lichtroze met zwarte letters.